# Fontanil-Cornillon
Fontanil-Cornillon is een gemeente in het Franse departement Isère (regio Auvergne-Rhône-Alpes). De plaats maakt deel uit van het arrondissement Grenoble. Fontanil-Cornillon telde op 1 januari 2022 3.410 inwoners.

## Geografie
De oppervlakte van Fontanil-Cornillon bedroeg op 1 januari 2022 5,5 vierkante kilometer; de bevolkingsdichtheid was toen 620 inwoners per km².

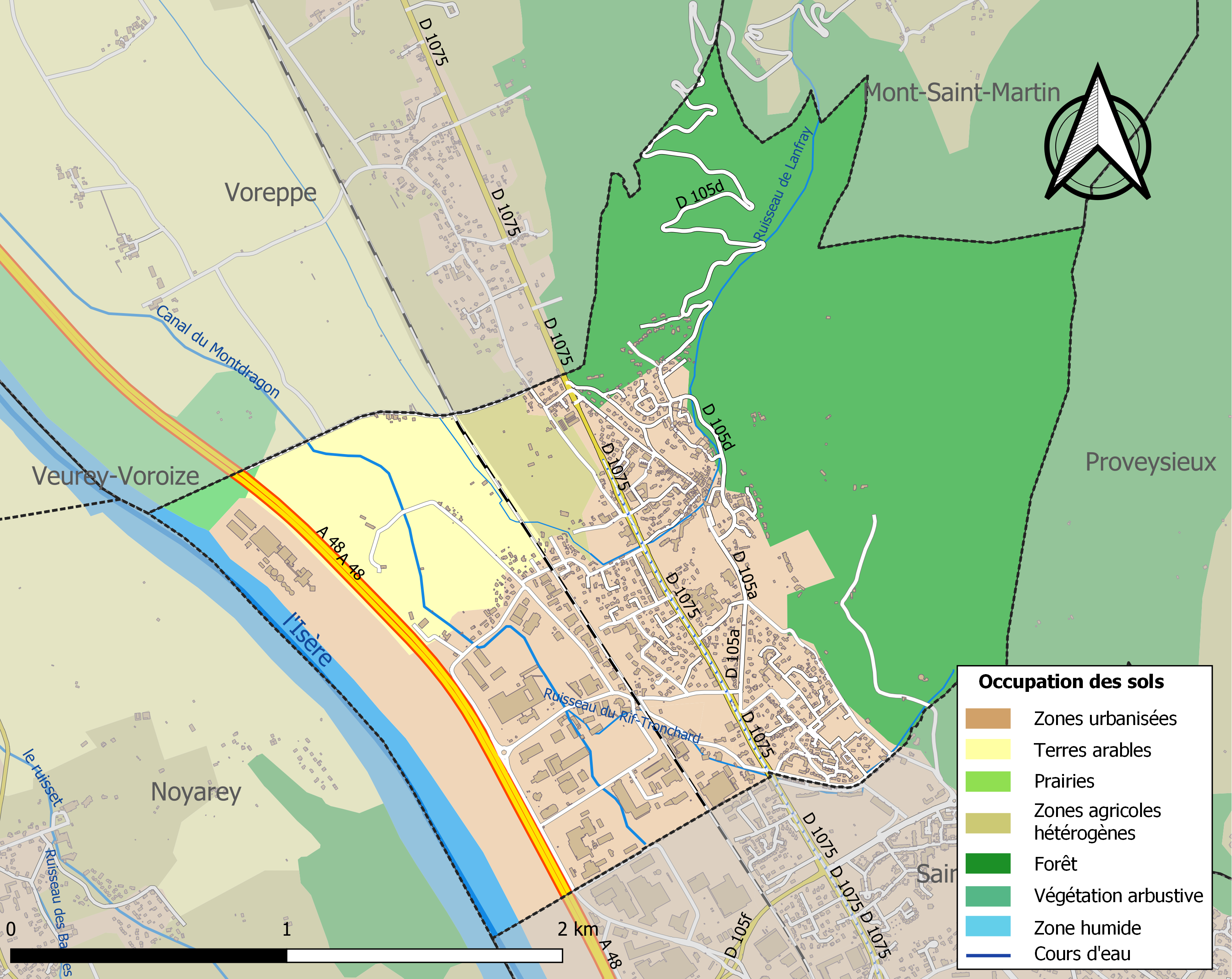
Kaart van de gemeente met de belangrijkste infrastructuur, bodemgebruik en omliggende gemeenten

## Demografie
Onderstaande figuur toont het verloop van het inwonertal (bron: INSEE-tellingen).

## Afbeeldingen

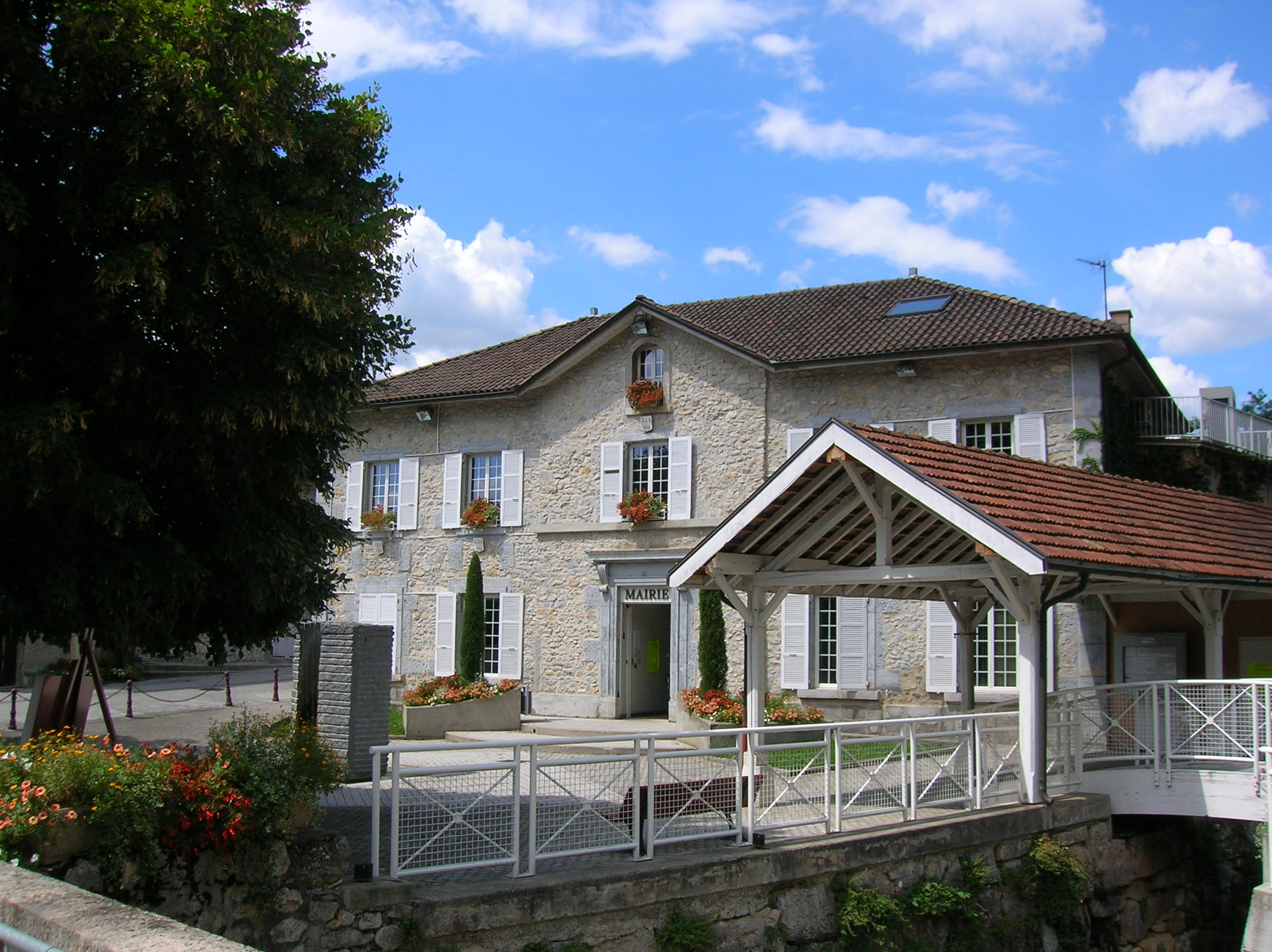
Gemeentehuis
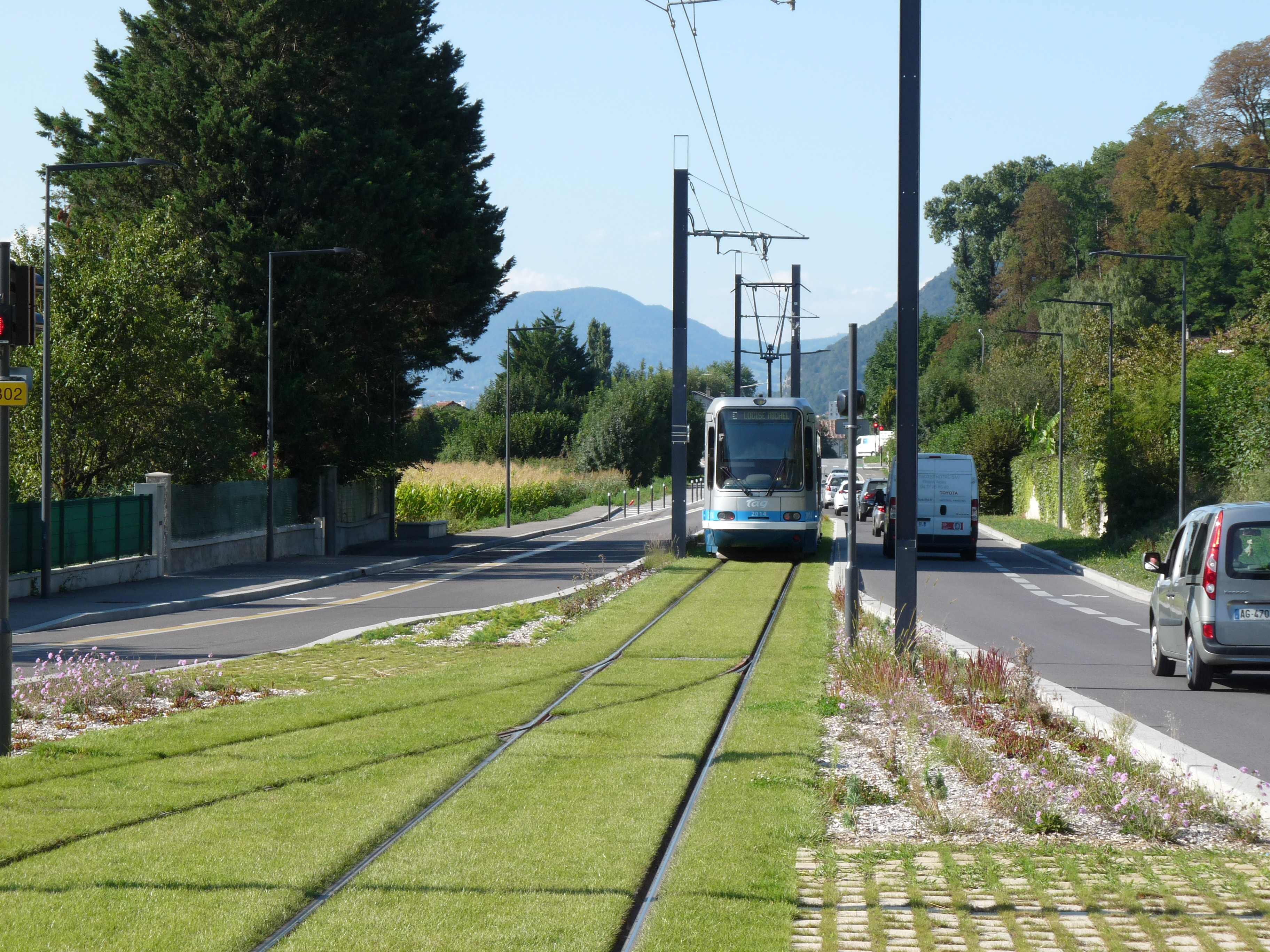
Tram van Grenoble aan het eindpunt van lijn E